# Список пусковых участков и новых станций Екатеринбургского метрополитена
В этом списке приводятся все пусковые участки новых перегонов и/или новых станций Екатеринбургского метрополитена. Указаны только построенные участки, без строящихся и проектируемых. 
| Линия | Участок                                 | Дата            | Станций | Длина (км) | Станций всего | Длина всего | Примечания                                                               |
| ----- | --------------------------------------- | --------------- | ------- | ---------- | ------------- | ----------- | ------------------------------------------------------------------------ |
| 1     | Проспект Космонавтов — Машиностроителей | 27 апреля 1991  | 3       | 2,7        | 3             | 2,7         | Челночное движение по обоим путям                                        |
| 1     | Машиностроителей — Уральская            | 22 декабря 1992 | 1       | 2,5        | 4             | 5,2         | Челночное движение по обоим путям                                        |
| 1     | Уральская — Площадь 1905 года           | 22 декабря 1994 | 2       | 2,2        | 6             | 7,4         | Начато кольцевое оборотное движение                                      |
| 1     | Площадь 1905 года — Геологическая       | 30 декабря 2002 | 1       | 1,1        | 7             | 8,5         |                                                                          |
| 1     | Геологическая — Ботаническая            | 28 ноября 2011  | 1       | 4,2        | 8             | 12,7        | Без Чкаловской                                                           |
| 1     | Чкаловская                              | 28 июля 2012    | 1       | 0          | 9             | 12,7        | Открыта на действующем участке Первой линии Геологическая — Ботаническая |